# Corts Valencianes
Die Corts Valencianes (Valencianische Aussprache: [ˈkoɾ(d)z valensiˈanes]), deutsch Abgeordnetenkammer Valencia, spanisch Cortes Valencianas), allgemein bekannt als Les Corts ([les ˈkoɾ(t)s]), sind das Parlament der Valencianischen Gemeinschaft. Sitz der Corts ist der Palau de Benicarló (auch bekannt als Palau dels Borja), ein mittelalterlicher Stadtpalast in Valencia.
Der Name der Corts Valencianes leitet sich aus den mittelalterlichen Ständeversammlungen (Corts) ab.
Die modernen Corts als Regionalparlament bestehen seit 1982 mit dem Inkrafttreten des Autonomiestatuts für die Valencianische Gemeinschaft.
Die aktuellen Corts wurde am 28. Mai 2023 gewählt.

## Geschichte
Die valencianischen Corts von 1418 legten die Dauer der Corts auf drei Jahre fest. In der Mitte des fünfzehnten Jahrhunderts wurden die valencianischen Institutionen endgültig gegründet.
Mit der Vereinigung der Kronen von Kastilien und Aragonien verloren die valencianischen Korne an Bedeutung und wurden ab dem 16. Jahrhundert immer seltener einberufen. Die letzten Treffen fanden 1645 in Valencia statt. Schließlich wurden nach dem Spanischen Erbfolgekrieg und dem neuen Dekret von 1707 das Königreich Valencia und seine lokalen Rechte abgeschafft.
Die Corts Valencianes wurden erst nach ihrer Wiedereinführung nach dem Autonomiestatut von 1982 wieder einberufen. Seit dem Inkrafttreten des Autonomiestatuts funktionieren die Corts wie eine moderne repräsentative Legislative. Obwohl sie sich normalerweise in der Provinzhauptstadt Valencia treffen, haben sie sich in den letzten Jahren in verschiedenen Städten der valencianischen Gemeinschaft getroffen, eine Initiative, die von den letzten Gesetzgebern entwickelt wurde.

## Organisation, Regeln und Zusammensetzung
Nach der Verabschiedung des Autonomiestatuts der Valencianischen Gemeinschaft, die die lokale Regierung der Region einrichtete, wurde die Corts zur Regionalversammlung, die alle vier Jahre durch allgemeine Volksabstimmung gewählt wurde.
Das Autonomiestatut definiert in erster Linie die Corts Valencianes in Kapitel II, Titel II, obwohl es auch in anderen Artikeln Verweise gibt. Das Statut enthält lediglich die Zusammensetzung von Corts, seine Funktionen, die Grundprinzipien des Wahlsystems und den allgemeinen Rahmen des Abgeordnetenstatuts. Gesetze, die das Statut entwickeln, die Regeln der Corts Valencianes regeln die Organisation und den Betrieb der Corts. Die ersten Regeln wurden in der Übergangsphase verabschiedet. Seitdem wurden die Regeln bei verschiedenen Gelegenheiten geändert; der aktuelle Entwurf wurde am 30. Juni 1994 ratifiziert.
Das Autonomiestatut von 1982 besagt, dass die Corts eine Reihe von Abgeordneten haben werden, die von 75 bis 100 reichen. Das aktuelle Wahlgesetz legt die Zahl der Abgeordneten auf 99 fest, aufgeteilt nach Provinzen und Wahlkreisen. Derzeit werden in der Legislative 35 Abgeordnete für die Provinz Alicante, 24 Abgeordnete für die Provinz Castellón und 40 Abgeordnete für die Provinz Valencia gewählt. Das Autonomiestatut besagt auch, dass die Kandidaten, um gewählt zu werden, auf eine Liste gehören müssen, die mindestens 5 % der Gesamtzahl der Stimmen erhält. Bestimmte politische Parteien und Bündnisse, die diese Schwelle nicht erreichen, können dem Parlament nicht beitreten. Bei Listen, die die 5-%-Schwelle überschreiten, erfolgt die Sitzverteilung nach der D’Hondt-Methode.

## Gesetzgebungen
Die erste Legislative der Neuzeit wurde im Mai 1983 gewählt. Die Spanische Sozialistische Arbeiterpartei (PSOE) gewann mit 51 von 89 Sitzen die absolute Mehrheit der Stimmen und Sitze. Sie verloren jedoch 1987 ihre Mehrheit und waren gezwungen, in Koalition mit der kleineren Partei der Vereinigten Linken zu regieren. Sie gewannen die Wahlen 1991 mit einer Mehrheit von einem Sitz und gewannen insgesamt 45 Sitze. Bei den Wahlen 1995 kam es jedoch zu einem Rechtsruck, wobei die Volkspartei (PP) mit 42 Sitzen die größte Partei wurde und in Koalition mit der kleineren Unió Valenciana (Valencianische Union) regierte. Dies dauerte bis zu den Wahlen von 1999, als die PP mit 49 Sitzen eine absolute Mehrheit gewann. Obwohl sie 2003 einen Sitz verloren, stärkten sie ihre Position bei den Wahlen 2007 und 2011 und gewannen einen Rekord von 55 Sitzen. Bei den Wahlen 2015 verlor die PP die Mehrheit, und PSPV und Compromís regierten in der Koalition. Nach den Wahlen 2023 wurde wiederum eine konservative Koalition durch PP und Vox gebildet.